# 333 a.C.

Mapa da Anatólia, mostrando o Rio Hális (Kizilirmak), o Golfo de Isso e algumas ilhas do Egeu

## Eventos
- Públio Cornélio Rufino é nomeado ditador no primeiro ano ditatorial em Roma, no qual não são eleitos cônsules. "Marco Antônio" é seu mestre da cavalaria.
- Nicócrates, arconte de Atenas.[1]
- Reconquistas persas: Dario III aponta Memnon de Rodes comandante das forças persas;[1] Memnon, com uma força de mercenários e 300 navios, defende Quio, e domina as cidades de Antissa, Metimna, Pirra e Eresos, em Lesbos.[2] Mitilene é capturada após um cerco de vários dias, em que ele perdeu vários soldados.[2] Sua carreira de vitórias é interrompida por morte por doença.[3]
- Alexandre fica gravemente doente, mas é curado pelo médico Filipe da Acarnânia.[4]
- Alexandre de Lincéstide é preso por suspeita de traição,[5] acusado por Olímpia.[6]
- Alexandre Magno derrota Dario III em Isso.[7]
- Os macedônios capturam mãe, esposa, duas filhas em idade de se casar e um filho ainda menino de Dario,[8] com seis anos de idade.[9]
- Sisigambis,[Nota 1] mãe de Dario, se prostra diante de Hefestião achando que ele era Alexandre,[10] mas Alexandre a chama de mãe e responde que ele também era Alexandre, de forma a assegurar a Sisigambis que ela seria tratada como sua segunda mãe.[11]
- Dario oferece a Alexandre todo o território da Ásia a oeste do Rio Hális,[12] mas Alexandre recusa o acordo.[13]

## Mortes
- Memnon de Rodes, de doença.[3]
- Caridemo, executado por Dario, porque havia proposto que Dario, após a morte de Memnon, permanecesse na Pérsia e deixasse um de seus generais combater Alexandre.[14]
- Oficiais persas mortos na Batalha de Isso: Antizes, Rheomithres e Tasiases, sátrapa do Egito.[15]